# The Knight in White Satin Armor
"The Knight in White Satin Armor" 25. je epizoda HBO-ove televizijske serije Obitelj Soprano i dvanaesta u drugoj sezoni serije. Napisali su je Robin Green i Mitchell Burgess, režirao Allen Coulter, a originalno je emitirana 2. travnja 2000.

## Radnja
Sin Richieja Aprilea vježba plesanje u dvorani dok se njegov rođak Jackie Aprile, Jr. druži s prijateljima u Janiceinoj kući. Nakon što mu je Janice rekla kako zna za njegovu rusku ljubavnicu, Tony pokuša prekinuti s Irinom Peltsin zbog stida i sramote, te inzistira kako Irina zaslužuje nešto bolje, a ne da bude njegova ljubavnica. Irina odbija prihvatiti prekid, rekavši da ga voli i da će počiniti samoubojstvo ako je ostavi, ali on izađe. Tony kasnije prima poziv od Irinine rođakinje, Svetlane Kirilenko, koja ga obavještava kako se Irina pokušala ubiti uzevši tablete za spavanje i votku. Tony je posjećuje u bolnici i kaže joj kako joj treba pomoć. Tony zatim razgovara o Irini s dr. Melfi i upita je može li ona predložiti prikladnog terapeuta. Melfi odbije jer se ne želi daljnje upletati u Tonyjevu kriminalnu karijeru ili izvanbračni život. Kad Tony, pokušavajući se ograditi tvrdeći kako čini pravu stvar, Carmeli prizna pravu situaciju s Irinom, ona se razbjesni i vikne, "Stavljaš me u poziciju gdje ja žalim kurvu koja te jebe!" Kako bi se iskupio, Tony pošalje Silvia u Irininu kuću kako bi joj dao poklon od 75.000 dolara, a zajedno sa Svetlanom nagovara je da nastavi sa svojim životom. Čini se kako je to Irini prihvatljivo rješenje. Iako to riješava Tonyjeve probleme s Irinom, prijetnja da bi Richie Aprile mogao preuzeti obitelj Soprano ubivši Tonyja preostaje, te se ne može potkupiti.
U salonu vjenčanica, dok se Janice raduje svojem nadolazećem braku s Richiejem, Carmela komentira kako će Janicein brak ubrzo krenuti istim putem kao i njezin, no Janice se brani rekavši kako je spremna upustiti se u seksualne perverzije kao nijedna ljubavnica. Na zarukama Richieja Aprilea i Janice, kojima je Tony nevoljko pristao domaćin, Richie izrazi svoju ljubav prema Janice i svoju zahvalnost što ulazi u veliku obitelj. Vidjevši naklonost i ljubav koje par međusobno izražava, Carmela pobjegne u kuhinju i rasplače se. Sljedećeg dana, Carmela u trgovini bojama naleti na Vica Mustoa gdje mu zahvali što se nije pojavio na zakazanom ručku jer bi napravili stvari koje bi požalili.
Pussy počinje ozbiljno shvaćati svoj status FBI-eva doušnika te sve više osjeća ljutnju prema Tonyju. Prvo na zarukama Richieja i Janice nosi mikrofon, a zatim oda neke korisne informacije o ukradenim avionskim kartama i Tonyjevu poslu s Daveom Scatinom. Međutim, Pussy počne razvijati nerealnu ideju svoje nove uloge. Nakon što sazna kako Christopher Moltisanti s drugim suradnikom planira otmicu pošiljke Pokémon karti, Pussy pokuša izvesti vlastito praćenje te ih slijedi do mjesta prepada, ali doživi prometnu nesreću i ozlijedi se. U bolnici, njegov ga nadzornik Skip Lipari podsjeti da on nije zaposlenik vlade i da bi se trebao fokusirati samo na pružanje informacija o Tonyju.
Richiejev prezir za Tonyja dodatno raste kad dobiva novu zapovijed da ukine distribuciju kokaina smetlarskim rutama. Janice ga kasnije obavještava kako Tony ne pušta svoju djecu u njegovu blizinu zbog incidenta s Beansiejem Gaetom, te da misli kako je Richie loš utjecaj. Bijesan, Richie više ne može ostati odan svojem šefu te odlazi Junioru i predloži mu da dadne ubiti Tonyja, ali Junior oklijeva, svjestan vlastitog neuspjeha iz prošle godine, i provizornog pomirenja s nećakom. Nakon što Richie počne inzistirati kako može prikupiti potporu od drugih nezadovoljnih ekipa kao što su Bareseovi, Junior konačno ponudi svoje odobrenje. Richie posjećuje Alberta Baresea, kapetana ekipe Barese koji je preuzeo tu ulogu nakon pritvaranja njegova rođaka Larry Boya, kako bi dobio i njegov pristanak, ali Albert odbaci takvu ideju. Junior kasnije kaže Richieju kako bi trebali pričekati i sagledati svoje opcije - ali nakon Richiejeva odlaska, Junior zaključuje kako Richiejeva nesposobnost da "proda" plan Albertu odražava manjak njegova poštovanja i utjecaja. Na kraju zaključuje kako bi Richiejevo preuzimanje vlasti njemu samom donijelo nevolje, te oda Tonyju o Richiejevim planovima da ga eliminira.
Ljuti Richie vraća se kući na večeru s Janice i izrazi gađenje koje osjeća prema karijeri plesača svoga sina, Richieja, Jr. Nakon što se Janice na to uvrijedi, rekavši kako ne mari ako "Malog Richieja" smatraju gayem, on je ušutka udarcem u usta. On upita ošamućenu zaručnicu, "Što je, zar ćeš sada plakati?". Janice izađe iz sobe, vrati se s pištoljem u ruci i ustrijeli Richieja u prsa. Richie na trenutak dolazi k sebi ne vjerujući što se dogodilo. Janice ga ustrijeli i drugi put, ubivši ga. Uspaničivši se, nazove Tonyja da se riješi tijela, što on i čini uz Christopherovu i Furiovu pomoć. Ranije te večeri, Tony je naredio Silviu da ubije Aprilea zbog nepoštovanja hijerarhije prilikom prodaje droge i zbog urote da se ubije Tonyja. Furio i Christopher kasnije raskomadaju Richiejev leš u Satriale'su. Tony zatim daje Janice autobusnu kartu za Seattle. 
Tony i Carmela razgovaraju o Richiejevu i Janiceinu iznenadnom nestanku, a on sugerira kako se Richie neće vraćati. Shvativši implikaciju, Carmela se šokira, ali ubrzo nastavlja razgovor te obavještava Tonyja da će ona i Rosalie Aprile otputovati u Rim kako bi vidjele papu Ivana Pavla II. Carmela upita hoće li Tony biti "šofer" A.J.-u i pronaći Meadow prikladan teniski kamp dok ona bude odsutna, s porugom dodavši kako bi se "mogla ubiti" ako on ne pristane.

## Glavni glumci
- James Gandolfini kao Tony Soprano
- Lorraine Bracco kao Dr. Jennifer Melfi
- Edie Falco kao Carmela Soprano
- Michael Imperioli kao Christopher Moltisanti
- Dominic Chianese kao Corrado Soprano, Jr.
- Vincent Pastore kao Big Pussy Bonpensiero
- Steven Van Zandt kao Silvio Dante
- Tony Sirico kao Paulie Gualtieri
- Robert Iler kao Anthony Soprano, Jr.
- Jamie-Lynn Sigler kao Meadow Soprano
- Drea de Matteo kao Adriana La Cerva
- David Proval kao Richie Aprile
- Aida Turturro kao Janice Soprano
- Nancy Marchand kao Livia Soprano

### Gostujući glumci
| - Joe Penny kao Victor Musto - Joe Lisi kao Dick Barone - Louis Lombardi kao Skip Lipari - Richard Portnow kao odvjetnik Melvoin - Frank Pellegrino kao Frank Cubitoso - Oksana Lada kao Irina Peltsin - Federico Castelluccio kao Furio Giunta - Steve Schirripa kao "Bacala" Baccalieri | - Alla Kliouka kao Svetlana - Sharon Angela kao Rosalie Aprile - Katalin Pota kao Lilliana - Maureen Van Zandt kao Gabriella Dante - Andy Blankenbuehler kao Richie Aprile, Jr. - Jason Cerbone kao Jackie Aprile, Jr. - Richard Maldone kao Albert Barese - Adrian Martinez kao Ramone |

## Prva pojavljivanja
- Jackie Aprile, Jr.: Richiejev nećak i sin Rosalie Aprile i pokojnog Jackieja Aprilea, Sr.
- Albert Barese: kapetan ekipe Barese, zamjena za Larry Boya Baresea koji se nalazi u zatvoru.
- Svetlana Kirilenko: rođakinja Tonyjeve djevojke, Irine.

## Umrli
- Richie Aprile: ustrijeljen od strane Janice nakon što ju je udario u usta jer je branila moguću homoseksualnost njegova sina.

## Naslovna referenca
- Naslov epizode je Irinin citat o američkom zaručniku njezine rođakinje Svetlane, Billu, koji se prema njoj odnosi dobro, ali je očigledno zbunjena parafraziranjem izraza "knight in shining armor" i pjesmom Moody Bluesa "Nights in White Satin". Irina ovo prvo kaže u epizodi prve sezone "College".
- Janice nosi bijeli saten kad isprobava vjenčanice. Kasnije postaje Tonyjeva spasiteljica (iako nesvjesno) kad ubije Richieja, koji je planirao ubiti Tonyja.

## Glazba
- Pjesma koja svira tijekom odjavne špice je "I Saved the World Today" sastava Eurythmics.
- "The Memory Remains" sastava Metallica može se čuti u pozadini jedne scene.

## Poveznice s budućim epizodama
- Agent Lipari kaže Big Pussyju da avionske karte koje potječu iz "upropaštavanja" Davida Scatina FBI-u ništa ne vrijede, jer vjeruje kako je Tony bio prepametan da ga onu povežu s njim. Liparijeve pretpostavke pokazale bi se pogrešnima, jer Tony ljutito daje kartu Liviji pokušavajući je nagovoriti da napusti grad. Razlog Livijina pritvaranja u zračnoj luci u epizodi "Funhouse" bila je ukradena karta koja je bila povezana s Tonyjem a koja mu je zamalo izazvala problem u trećoj sezoni.

## Vanjske poveznice
- The Knight in White Satin Armor u internetskoj bazi filmova IMDb-a